# Quixadá
Quixadá là một đô thị thuộc bang Ceará, Brasil. Đô thị này có diện tích 2019,816 km², dân số năm 2007 là 74660 người, mật độ 36,96 người/km².